# Giovanni Antonio Orsini del Balzo
Giovanni Antonio Orsini del Balzo, född 1401, död 1463, var regerande furste av Taranto 1420-1463.